# HD 108250
HD 108250 (HR 4729) är en multipelstjärna i den södra  delen av stjärnbilden Södra korset. Den har en skenbar magnitud av ca 4,79 och är svagt synlig för blotta ögat där ljusföroreningar ej förekommer. Baserat på parallax enligt Gaia Data Release 2 på ca 10,6 mas, beräknas den befinna sig på ett avstånd på ca 309 ljusår (ca 95 parsek) från solen. Den rör sig bort från solen med en heliocentrisk radialhastighet på ca 27 km/s. Stjärnan är en del av asterismen känd som Södra korset.
HD 108250 observerades första gången 1829, som en följeslagare till Alfa Crucis, av James Dunlop från Paramatta i New South Wales. Redan 1916 rapporterades den ha en variabel radiell hastighet som anger en sannolik dubbelstjärna, men omloppselementen beräknades inte förrän 1979.

## Nomenklatur
HR 4729 är stjärnans beteckning i Bright Star Catalogue. Det hänvisas också ofta till i sin beteckning HD 108250 i Henry Draper-katalogen. På grund av sin närhet till Alfa Crucis ingår den i många flerstjärnkataloger som Alfa Crucis C. Den är också listad som stjärna 25 i Södra korset i Uranometria Argentina, visad som 25 G. Crucis.

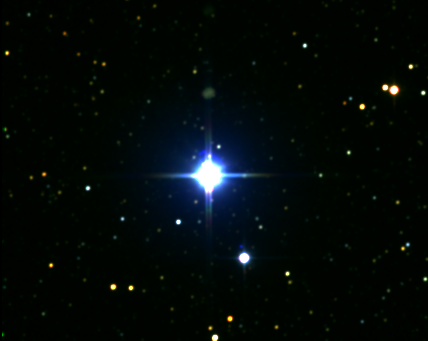
α Crucis med HD 108250 intill

## Egenskaper
Primärstjärnan HD 108250 A är en blå till vit stjärna i huvudserien av spektralklass B5 V. Den är bara cirka tolv miljoner år gammal, men visar redan tecken på att utvecklas bort från huvudserien. Flera studier har tilldelat stjärnan en luminositetsklass av underjätte. Den har en massa som är ca 10 solmassor och en radie som är ca 5,5 solradier.   
Den spektroskopiska följeslagaren kan inte ses i spektrumet, därför är lite känt om dess egenskaper. Analys av banan visar att den har en massa som är större än solen. Den fysiskt förbundna följeslagaren Alfa Crucis D eller Alfa Crucis CP är en stjärna av 15:e magnituden. Dess relativa svaghet tyder på en spektralklass av M0 V. Två andra, ännu svagare stjärnor, ligger inom 10 bågsekunder från HD 108250.

## Stjärnsystem
HD 108250 ligger 90 bågsekunder från tripelstjärnan i Alfa Crucis och delar dess rörelse genom rymden, vilket tyder på att den kan vara gravitationellt bunden till den, och den antas därför i allmänhet vara fysiskt förbunden. För att vara en följeslagare till Alfa Crucis brukar den kallas Alfa Crucis C. 
HD 108250 är i sig en snäv spektroskopisk dubbelstjärna med en omloppsperiod av 1 dygn och 5 timmar. Den har också en svag visuell följeslagare separerad med 2,1 bågsekunder. Ytterligare sju svaga stjärnor listas också som medlemmar i gruppen Alfa Crucis ut på ett avstånd av cirka två bågminuter. En särskild följeslagare mycket nära HD 108250 har upplösts med hjälp av adaptiv optik på infraröda våglängder. Den har fått namnet Alfa Crucis P, eller Alfa Crucis CP, eftersom den ligger bara är 2 bågsekunder från HD 108250.
Rizzuto et. al. bestämde 2011 att Alfa Crucis-systemet, inklusive HD 108250, med 66 procent sannolikt ingår i undergruppen Lower Centaurus-Crux i Scorpius-Centaurus-föreningen. Den ansågs inte tidigare vara medlem i gruppen på grund av förvirring över den sanna radiella hastigheten hos det spektroskopiska paret.
Den 2 oktober 2008 upplöste rymdteleskopet Cassini–Huygens tre av komponenterna (A, B och C) i multipelstjärnsystemet när Saturnus ockulterade det.